# Jean et Wendelin de Spire
Pour les articles homonymes, voir Spire.
Jean et Wendelin de Spire (Johann et Wendelin von Speyer en allemand) sont deux frères et imprimeurs allemands du XVe siècle qui ont introduit l’imprimerie à Venise en 1468.

## Biographie

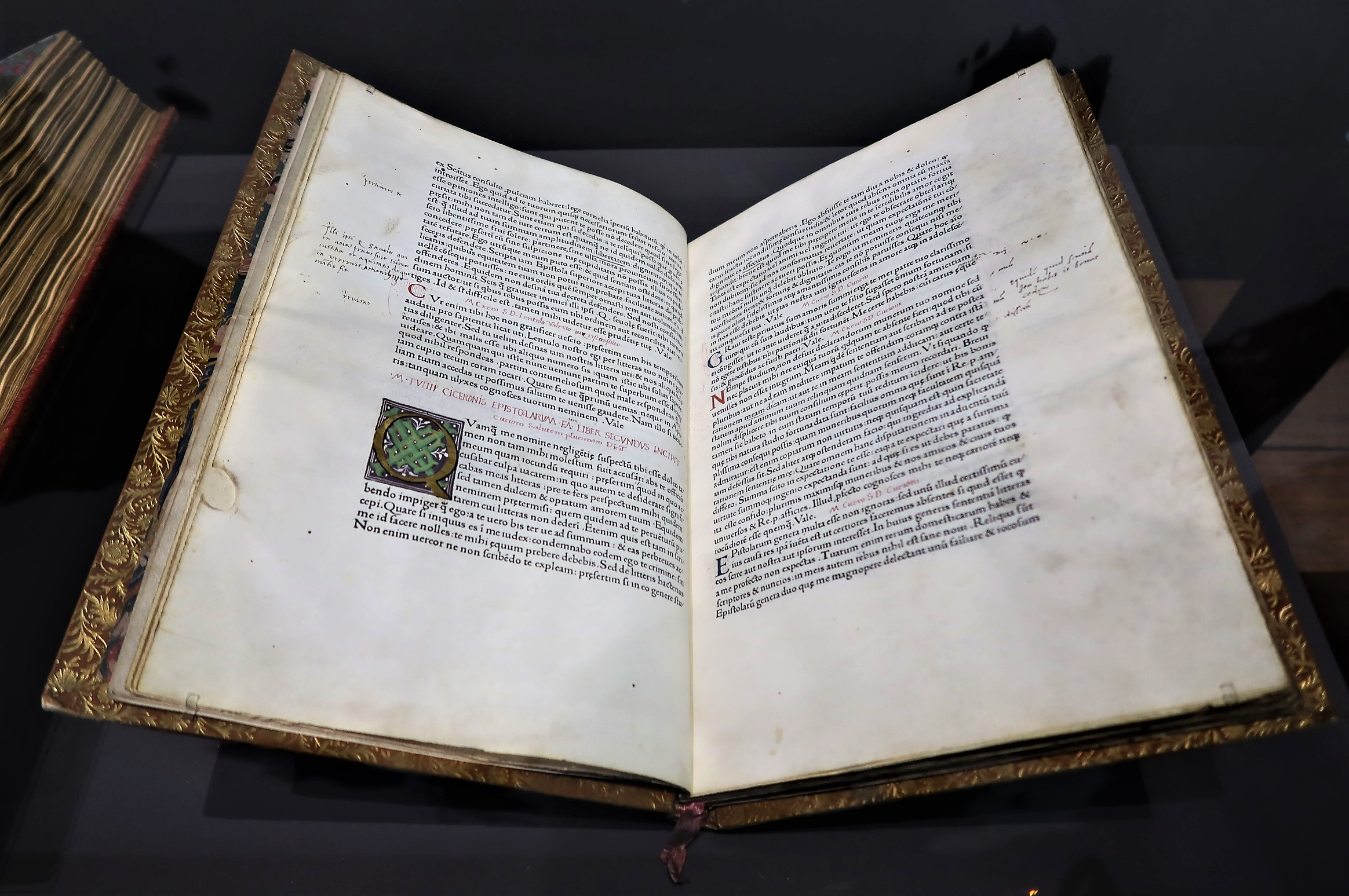
Édition des Epistolae ad familiares de 1469 imprimée par Jean de Spire, premier ouvrage imprimé à Venise.

Le premier livre imprimé par les deux frères à Venise au début de l'année 1469 sont les Epistulae ad familiares de Cicéron à 300 exemplaires. La même année, Jean de Spire fait également imprimer la  Naturalis Historia de Pline l'Ancien. Le 18 septembre 1469, Jean obtient du sénat de la république de Venise le monopole de l’imprimerie pour 5 ans. C'est la première fois qu'un imprimeur obtient un tel privilège. Quelques mois plus tard, Jean meurt et son frère Wendelin n’obtient pas le renouvellement de ce privilège ce qui permet à d’autres imprimeurs de s’installer à Venise, dont notamment Nicolas Jenson.